# 小川洌
小川 洌（おがわ きよし、1929年3月31日 - 2006年3月16日）は、日本の会計学者。早稲田大学名誉教授。

## 略歴
東京都出身。早稲田大学商学部卒、1956年早稲田大学大学院商学研究科博士課程満期退学、同大学商学部助手、1957年専任講師、1959年助教授、1964年教授、1993年国際会計研究学会会長、1999年定年退職、同大学名誉教授、松蔭大学教授。2006年、交通事故で死去。
門下に永見尊、長谷川惠一がいる。

## 著書
- 『わかりやすい経営分析講座』税務研究会出版局 1967
- 『会社分析入門』ダイヤモンド社 ビジネス新書 1968
- 『わかりやすい原価計算講座』税務研究会出版局 1970
- 『経営学 理論と実際』税務経理協会 1974
- 『例解演習公認会計士二次試験講座 第3巻 原価計算』中央経済社 1974
- 『資金管理の理論と実務』税務経理協会 1978
- 『クイックマスターin原価計算』東洋経済新報社 1984
- 『会計総論』放送大学教育振興会 1992
- 『会計学』放送大学教育振興会 1996

### 共編著
- 『原価計算小辞典』青木茂男共編著 中央経済社 1971
- 『原価計算精説』編著 同文館出版、1972
- 『経営分析総論』染谷恭次郎共責任編集 同文館出版 1976
- 『体系簿記会計演習』全3巻 宇南山英夫共編著 同文舘出版 1976
- 『安定性分析』染谷恭次郎共責任編集 同文館出版 1979
- 『収益性分析』染谷恭次郎共責任編集 同文館出版 1979
- 『現代資金会計の動向』編著 国元書房 1983
- 『財務会計の展開』編著 中央経済社 1983
- 『現代工業簿記』渋谷武夫共著 税務経理協会 1984
- 『簿記の基礎』小澤康人共編 創成社 社会科学基礎シリーズ 1988
- 『会計学の基礎』小沢康人共編著 創成社 社会科学基礎シリーズ 1989
- 『税務会計の基礎』小沢康人共編著 前田長良ほか著 創成社 社会科学基礎シリーズ 1989
- 『原価計算・工業簿記の基礎』小沢康人共編著 創成社 社会科学基礎シリーズ 1990
- 『経営分析辞典』編著 中央経済社 1991
- 『現代英和会計用語辞典』鎌田信夫共編 同文館出版 1991
- 『簿記の基礎・問題集』小沢康人共編 創成社 社会科学基礎シリーズ 1991
- 『会計情報の変革』編 中央経済社 1999
- 『簿記会計の基礎』小澤康人共編 創成社 社会科学基礎シリーズ 1999
- 『原価会計の基礎』小澤康人共編 創成社 社会科学基礎シリーズ 2004
- 『現代英和会計用語辞典 3訂版』鎌田信夫,山田庫平共編著 同文舘出版 2006

### 翻訳
- E.グーテンベルク『企業の組織と意思決定』二神恭一訳 ダイヤモンド社 1964
- E.G.ウッド『付加価値と生産性 企業繁栄の鍵』共訳 中央経済社 1981

## 論文
- 小川冽（CiNii Articles）